# Hernie
O hernie este o umflătură formată prin ieșirea anormală a țesutului sau a unui organ, cum ar fi intestinul, prin peretele cavității în care se află în mod normal. Herniile sunt de mai multe tipuri. Cel mai frecvent ele apar în abdomen, în special în zona vintrelor. Herniile abdominale sunt cele mai frecvente, putând fi inghinale sau femurale. Alte hernii includ herniile hiatale, incizională și ombilicale. Simptomele sunt prezente la aproximativ 66% dintre persoanele cu hernii inghinale. Acestea pot include dureri sau disconfort mai ales cu tuse, dureri la efortul fizic sau nevoia de a merge la baie. Ea se agravează de multe ori de-a lungul zilei și se ameliorează atunci când persoana stă culcată. Poate să apară o zonă bombată, care devine mai mare atunci când atârnă în jos. Herniile abdominale apar mai frecvent pe partea dreaptă decât pe stânga. Principala îngrijorare este strangularea, în cazul în care este blocată alimentarea cu sânge a unei părți a intestinului. Aceasta produce, de obicei, dureri severe și o sensibilitate a zonei. Herniile hiatale duc de multe ori la arsuri la stomac, dar pot provoca, de asemenea, dureri în piept.
Factorii de risc pentru dezvoltarea unei hernii sunt: fumatul, bronhopneumatia obstructivă cronică, obezitatea, sarcina, dializa peritoneală, bolile de colagen vasculare și apendicectomia anterioară, printre altele. Herniile sunt parțial genetice și apar mai frecvent în anumite familii. Nu se știe sigur dacă herniile inghinale sunt asociate cu ridicarea unor greutăți. Herniile pot fi diagnosticate de multe ori pe baza semnelor și simptomelor. Ocazional imagistica medicală este folosit pentru a confirma diagnosticul sau a exclude alte cauze posibile. Diagnosticarea herniilor hiatale este realizată de multe ori prin endoscopie.
Herniile inghinale care nu cauzează simptome la bărbați nu au nevoie să fie reparate. Reparațiile, cu toate acestea, sunt recomandate în general la femei din cauza ratei mai mari de hernii femurale care produc mai multe complicații. Dacă se produce strangularea devine necesară o intervenție chirurgicală imediată. Reparațiile pot fi realizate prin chirurgie deschisă sau prin chirurgie laparoscopică. Chirurgia deschisă are avantajul de a fi făcută, eventual, mai degrabă sub anestezie locală decât sub anestezie generală. Chirurgia laparoscopică produce, în general, mai puțină durere în urma procedurii. O hernie hiatală poate fi tratată prin modificarea stilului de viață, cum ar fi ridicarea capului patului, pierderea în greutate și ajustarea obiceiurile alimentare. Medicamentele, blocantele H2 sau inhibitorii pompei de protoni pot ajuta. Dacă simptomele nu se ameliorează prin medicație o opțiune poate fi intervenția chirurgicală cunoscută ca fundoplicatura laparoscopică.
Aproximativ 27% dintre bărbați și 3% dintre femei dezvolta o hernie inghinală la un moment dat în viața lor. Herniile inghinale, femurale și abdominale erau prezente la 18,5 milioane de oameni și au dus la 59.800 de decese în 2015. Herniile inghinale apar cel mai adesea înainte de vârsta de un an și după vârsta de cincizeci de ani. Nu se știe cât de frecvent apar herniile hiatale cu estimări în America de Nord ce variază de la 10 la 80%. Prima descriere cunoscută a unei hernii datează cel puțin din anul 1550 î.Hr. de pe Papirusul Ebers din Egipt.